# Joanna av Durazzo
Joanna av Durazzo, född 1344, död 1387, var regerande hertiginna av hertigdömet Durazzo i nuvarande Albanien mellan 1348 och 1387. 
Hon var dotter till hertig Karl av Durazzo och Maria av Kalabrien. Hon gifte sig 1365 med Louis av Évreux och 1376 med Robert IV av Artois, greve av Eu. 
Hon föddes i Neapel, där hennes föräldrar hade gift sig året innan, och ärvde Durazzo av sin far vid fyra års ålder. Hon kvarblev dock i Neapel. 
1368 erövrades Durazzo av Karl Thopia, och under resten av sin regeringstid bedrev Joanna krig mot Karl med hjälp av sina makar. Hon avled barnlös, och Durazzo övertogs slutgiltigt av Karl Thopia. 